# Feste medievali
Le feste medievali, o medioevali, sono manifestazioni che si organizzano annualmente in molte città d'Europa, solitamente in paesi e cittadine dove esiste la memoria di un avvenimento di carattere religioso, politico o militare avvenuto nel Medioevo, oppure dove è presente una testimonianza architettonica più o meno importante legata all'epoca medievale. La dinamica di tali feste segue due modelli, secondo che la manifestazione sia diurna o notturna. 
La manifestazione diurna si apre di solito con un corteo inaugurale in costume, con musici e sbandieratori. Il corteo può introdurre la rievocazione di una battaglia, seguendo una regia ben definita; può servire come apertura di un palio, vale a dire una gara disputata con cavalli, asini o altri animali; oppure può introdurre una giostra, vale a dire un'esibizione di abilità a cavallo o a piedi, con armi bianche. 
La manifestazione notturna ha un'apertura più fantasiosa, consistente in uno o più spettacoli di strada che creano l'attesa per uno spettacolo più impegnativo, consistente nella rievocazione di un avvenimento storico in forma teatrale, oppure una rappresentazione di fantasia, o anche uno spettacolo di danze e musiche suonate con strumenti antichi. La sceneggiatura degli spettacoli in stile medievale ha visto impegnati, talvolta, scrittori famosi come Carlo Lucarelli e Giordano Berti.